# بيتر ويسكومب
بيتر ويسكومب (بالإنجليزية: Peter Wescombe)‏ (و. 1932 – 2014 م) هو دبلوماسي بريطاني، توفي عن عمر يناهز 82 عاماً.